# Jaskinia za Filarem
Jaskinia za Filarem – jaskinia w Górach Świętokrzyskich. Ma dwa otwory wejściowe położone w południowo-zachodniej ścianie Skałki Geologów, na terenie nieczynnych kamieniołomów Kadzielnia w Kielcach, w pobliżu jaskini Komin Geologów i Jaskini Jeleniowskiej, na wysokościach 267 i 275 m n.p.m. Długość jaskini wynosi 11,5 metrów, a jej deniwelacja 8 metrów.

Jaskinia znajduje się na terenie Rezerwatu Przyrody Kadzielnia i jest nieudostępniona turystycznie.

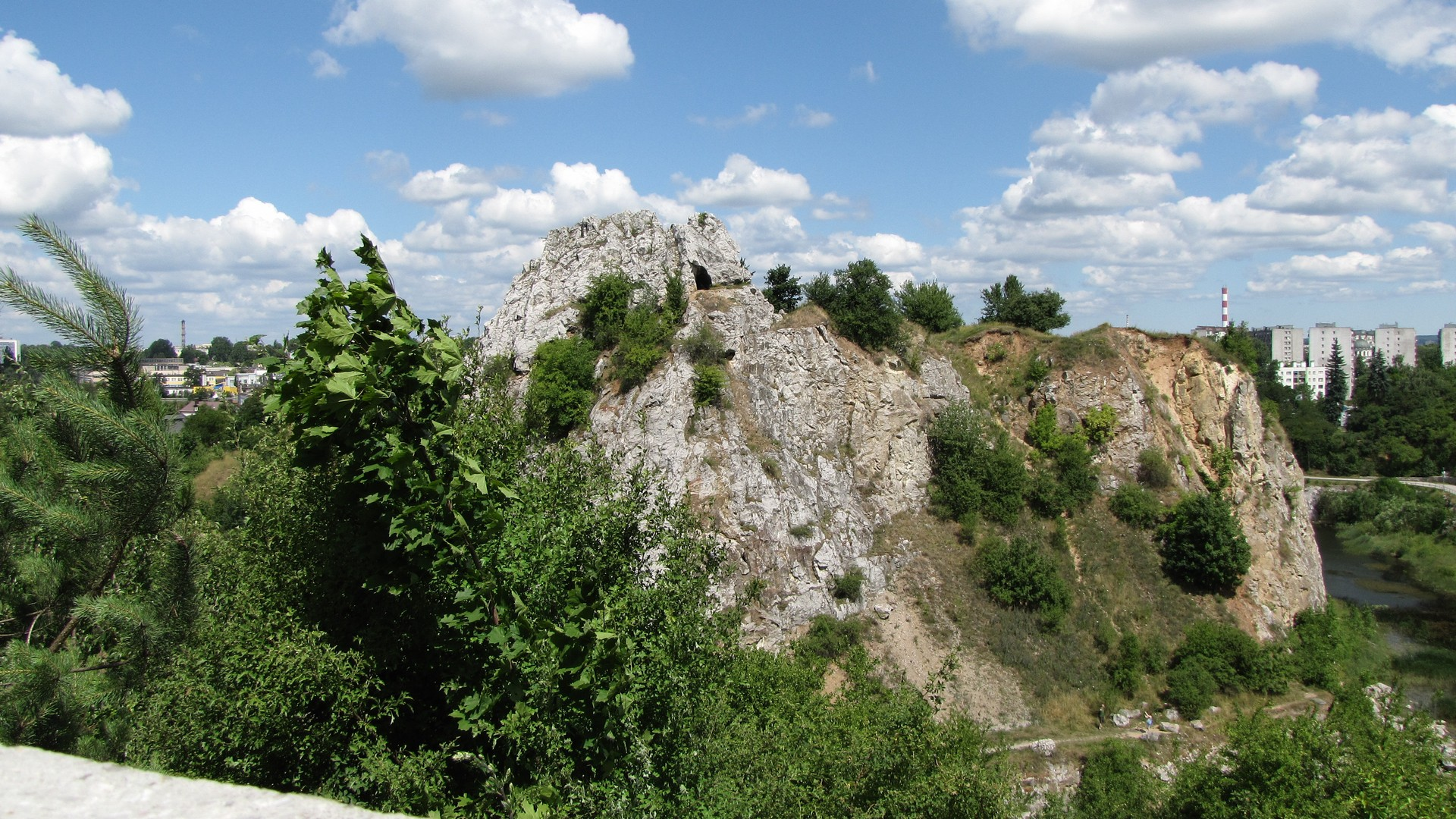
Skałka Geologów

## Opis jaskini
Jaskinię stanowi idący stromo do góry korytarz zaczynający się w dużym i sztucznym otworze dolnym, przechodzący w studzienkę, która dochodzi do naturalnego otworu górnego.

## Przyroda
W jaskini można spotkać polewy naciekowe. Ściany są suche, brak jest na nich roślinności.

## Historia odkryć
Jaskinia została odkryta podczas prac w kamieniołomie prawdopodobnie w latach pięćdziesiątych XX wieku. Jej pierwszy opis i plan sporządził B. W. Wołoszyn w 1962 roku.